# رود شوژما
رود شوژما (انگلیسی: Shozhma) یک رودخانه در استان آرخانگلسک کشور روسیه است.